# Transtorno por uso de tabaco
O transtorno por uso de tabaco é caracterizado pelo consumo de tabaco de forma que cause prejuízo significativo. Isso pode incluir o uso em quantidades maiores do que o planejado, desejo persistente de consumir, dificuldades para reduzir ou interromper o uso, e continuidade do hábito mesmo diante de problemas de saúde ou prejuízos no trabalho, na escola ou em outras áreas da vida. Outros sintomas podem incluir abstinência de nicotina. Embora mais de 70% dos fumantes desejem parar de fumar, o transtorno por uso de tabaco é geralmente uma condição crônica, marcada por recaídas frequentes. O tabagismo representa um grave problema de saúde pública e é uma das principais causas evitáveis de morte em todo o mundo.
Após um único uso de nicotina, cerca de 32% das pessoas desenvolvem o transtorno por uso de tabaco. Fatores de risco incluem histórico familiar da condição, baixa escolaridade, pobreza, transtorno de déficit de atenção e hiperatividade (TDAH), transtorno de conduta, depressão, ansiedade, transtornos de personalidade, psicose e outros transtornos relacionados ao uso de substâncias. Diversos métodos de avaliação podem ser utilizados para diagnosticar a dependência de tabaco. Muitas pessoas com esse transtorno costumam fumar dentro de 30 minutos após acordar e apresentam desejo intenso pela substância caso fiquem algumas horas sem fumar.
O tratamento pode dobrar ou até triplicar as chances de sucesso na cessação do tabagismo. Recomenda-se que os profissionais de saúde perguntem a todos os adultos sobre o uso de tabaco e ofereçam aconselhamento e medicamentos àqueles que desejam parar de fumar. Os medicamentos indicados incluem a terapia de reposição de nicotina, a bupropiona e a vareniclina. Em 2021, a eficácia dos cigarros eletrônicos como método de cessação ainda não está bem esclarecida. A taxa de sucesso após uma única tentativa de parar de fumar é inferior a 5%; no entanto, aproximadamente 50% das pessoas conseguem parar após múltiplas tentativas. Estima-se que metade dos fumantes de longo prazo morra em decorrência de doenças relacionadas ao tabagismo.
Atualmente, há cerca de 1,3 bilhão de usuários de tabaco no mundo, dos quais cerca de 1,2 bilhão fazem uso diário. Nos Estados Unidos, aproximadamente 20% da população são fumantes, sendo que 80% desses fumam todos os dias. Homens e mulheres são afetados em proporções semelhantes nos EUA, enquanto, na maioria dos países em desenvolvimento, o tabagismo é mais comum entre os homens. Entre os fumantes diários, cerca de metade apresenta transtorno por uso de tabaco. É raro que alguém comece a fumar após os 21 anos de idade. As primeiras preocupações documentadas com o vício em nicotina remontam a 1610, relatadas por Sir Francis Bacon.